# Youssef Laaroussi
Youssef Laaroussi (Veghel, 3 januari 1975) is een Nederlands voormalig betaald voetballer die als aanvaller speelde.

## Levensloop
Op 12-jarige leeftijd is Youssef Laaroussi in de jeugd van PSV gestart, waarna hij o.a. ook in diverse jeugdelftallen van Oranje speelde. Op 18-jarige leeftijd kreeg hij zijn 1e profcontract bij PSV maar kwam niet verder dan oefenwedstrijden in de voorbereiding van de A-selectie. In het het jaar 1994 is hij drie maanden verhuurd geweest aan FC Eindhoven en debuteerde in de 1e Divisie. In 1995 kwam hij onder contract bij Telstar, waar hij op 20-jarige leeftijd debuteerde. In de periode bij Telstar speelde Youssef Laaroussi ook bij het Nederlands Militair Elftal, waarmee hij in 1996 deelnam aan de Militaire Wereldspelen. In het seizoen 1997-1998 maakte hij de overstap naar KFC Poederlee (België). In seizoen 1998-1999 is hij op amateurbasis bij FC Eindhoven teruggekeerd, werd topscorer in het 2e team en bij het 1e selectie van FC Eindhoven toegevoegd. In seizoen 1999-2020 heeft Youssef Laaroussi zijn loopbaan voortgezet in de top van de amateurs, waar hij onder andere heeft gespeeld voor Schijndel, JVC Cuijk, Top Oss, Geldrop en Blauwgeel'38. Hij heeft bij de top van de amateurs 4 kampioenschappen behaald om vervolgens zijn carrière te beëindigen bij Schilde SK (België). In het seizoen 2000-2001 is Youssef Laaroussi ook gestart als jeugdtrainer van PSV. Hij was daarna in 2013 jeugdtrainer bij de voetbalacademie van Helmond Sport/VVV Venlo en in 2014/2015 jeugdtrainer van o12 bij Brabant United (een samenwerkingsverband tussen RKC Waalwijk en FC Den Bosch). Vanaf het seizoen 2015 tot en met seizoen 2021-2022 is hij o.a. actief geweest bij Blauw-Geel '38 als hoofdcoach van het 2e elftal (hoofdklasse), o23 (2e divisie) en de o19 (2e divisie). In het seizoen 2023-2024 is hij technische coördinator jeugd bovenbouw bij Blauw-Geel'38. Hij is hoofdcoach van v.v. Irene 1 (5e klasse) geweest in Gemonde. Hij is nu hoofdcoach bij R.K.V.V. Keldonk. Youssef Laaroussi is verder werkzaam als ambtenaar bij de gemeente 's-Hertogenbosch.